# Préteur
Cet article concerne les magistrats de la Rome antique. Pour prêteur (celui qui prête des fonds), voir Prêt.
Le préteur (en latin prætor « chef », de præire « marcher devant », selon l'étymologie des Anciens aujourd'hui remise en question) est un magistrat de la Rome antique. Il est de rang sénatorial, peut s'asseoir sur la chaise curule, et porter la toge prétexte. Il est précédé par deux licteurs à l'intérieur de Rome, et six hors du pomerium de l’Urbs. Sous la République, il est élu pour une durée d'un an par les comices centuriates.

## Étymologie
L'étymologie de praetor a été et reste discutée. À la suite de Varron, les auteurs considèrent que le substantif praetor est dérivé du verbe praeire,, qui signifie « précéder ». À la suite de Ludwig Bieler et Eugen Täubler,, le verbe praeire est interprété dans le sens de « dicter une formule » dans le cadre de la legis actio. Adalberto Giovannini définit le préteur comme « celui qui dicte aux citoyens une formule solennelle et sacrée, qu'ils doivent répéter exactement après lui ». Giuseppe Ignazio Luzzatto préfère expliquer le titre de praetor par les fonctions religieuses des magistrats supérieurs, qui « communiquaient avec les dieux au nom du peuple romain par des invocations, des prières et des cérémonies ». À la suite d'Ambros Josef Pfiffig, Helmut Rix a relié le latin praetor rei publicae (« préteur de la république ») à l'étrusque zilaθ meχl rasnal ou zilaθ meχl rasne(a)s.

## Période républicaine

### Évolution historique
Les historiens antiques nous ont rapporté deux traditions sur la création de la préture. Selon la tradition canonique, sa création est postérieure à celle du consulat : dès l'instauration de la République, un collège de deux magistrats annuels et égaux, les consuls, succèdent au roi (rex) ; un premier préteur n'est créé qu'avec le compromis licinio-sextienne. Selon la tradition alternative, la création de la préture est antérieure à celle du consulat : à l'instauration de la République, les magistrats qui succèdent au roi portent le titre de préteur ; ils ne sont pas égaux et forment pas un collège ; ce n'est qu'après le compromis précité qu'ils prennent le titre de consul. Les deux traditions se retrouvent parfois chez un même auteur, tel Tite-Live.
Selon la tradition canonique, la préture est créée dans le cadre de la réforme initiée par deux tribuns de la plèbe : Caius Licinius Stolon et Lucius Sextius Lateranus. En 367, un plébiscite, le de consule plebeio, met fin à l'élection des tribuns militaires à pouvoir consulaire, rétablit le consulat et permet qu'un des deux consuls soit plébéien. La réforme aboutit à la création en 366 de deux nouvelles magistratures, d'abord toutes deux réservées aux patriciens : l'une est la préture ; l'autre, l'édilité curule.
La fonction de préteur fut créée vers 366 pour alléger la charge des consuls, en particulier dans le domaine de la justice. Le premier préteur élu fut le patricien Spurius Furius, le fils de Marcus Furius Camillus. Égal en pouvoir au consul, auquel il n'a pas de compte à rendre, le préteur prêtait le même serment, le même jour, et détenait le même pouvoir. Le premier plébéien élu préteur fut Quintus Publilius Philo en 337. La préture fut ainsi la dernière magistrature à s'ouvrir à la plèbe, après la questure en 409, la charge de maître de cavalerie en 368, l'édilité curule en 364, la dictature en 356 et la censure en 351.
À l'origine, il n'y en avait qu'un seul, le préteur urbain (prætor urbanus), auquel s'est ajouté vers 242 le préteur pérégrin (praetor peregrinus) qui était chargé de rendre la justice dans les affaires impliquant les étrangers (peregrini),. Cette figure permit le développement du ius gentium, afin de régler les litiges opposant citoyens et étrangers, notamment dans le cadre commercial : ainsi un véritable droit commercial se développa aux côtés du ius civile, applicable uniquement aux litiges entre citoyens romains.
Des préteurs supplémentaires sont créés, à mesure des conquêtes hors de l'Italie, avec le rang de préteur consulaire : en 227, Rome envoie un troisième préteur pour la Sicile et un quatrième pour la Corse-Sardaigne. En 197, deux préteurs consulaires sont ajoutés pour administrer les provinces d'Hispanie citérieure et d'Hispanie ultérieure. Sous Sylla, le nombre de préteurs est élevé à 8 et leurs attributions sont modifiées et cantonnées à Rome même. Puis leur nombre passe à 16 sous César.

### Rôles
Le préteur urbain et le préteur pérégrin exercent leur pouvoir à l'intérieur de la ville de Rome, dont ils ne peuvent s'éloigner pendant plus de dix jours. Les autres préteurs ont un rang moins élevé et administrent leur province. Les réformes de Sylla abolissent cette affectation en province et attribuent à tous les préteurs des fonctions judiciaires civiles et criminelles, pour organiser les instances et présider les tribunaux qui siègent à Rome. Ils entrent en charge le même jour que les nouveaux consuls, et doivent par un édit annoncer publiquement de quelle manière ils vont appliquer les règles du droit. À l'issue de leur mandat annuel, ils peuvent se voir confier la propréture d'une province.
Quoiqu'ils soient très tôt élus en nombre pair, il n'y a pas de collégialité entre préteurs, à l'inverse du consulat : chaque préteur est maître d'un domaine juridique précis, il n'y a pas de collègue doté d'un pouvoir égal susceptible de procéder aux mêmes actes.
Les préteurs ont aussi un rôle religieux, et doivent officier dans des occasions religieuses telles que les sacrifices et les jeux (le prætor urbanus devait superviser les jeux Apollinaires). Ils remplissent d'autres fonctions diverses, comme l'investigation sur les subversions, la désignation de commissionnaires, et la distribution d'aides.
Lors de la vacance du consulat, les préteurs (avant la création des consuls suffects) peuvent remplacer les consuls : on parle alors de préteurs consulaires.
La potestas et l'imperium des préteurs sous la République ne doivent pas être surestimés : ils n'usaient pas de leur jugement personnel dans le traitement des tâches d'État.
Contrairement à la plupart des exécutifs actuels, leurs tâches leur étaient assignées directement par décret sénatorial, sous l'autorité du Sénat et du Peuple romain (SPQR), et ils pouvaient être accusés de trahison pour non-application des décrets du Sénat.
L'asyndète do, dico, addico,, (en français : je donne, je dis, j’adjuge) résume l'activité judiciaire du préteur.

## Haut-Empire

### Historique
De 8 au début du règne d'Auguste, le nombre de préteurs passe à 16 à la fin de son règne, puis il fluctue — quinze sous Tibère et Caligula ; entre quatorze et dix-huit sous Claude ; dix-sept de Titus à Nerva — avant de se stabiliser à dix-huit— nombre qui figure dans le Digeste,, —.
En 336, Constantin Ier abandonne la désignation des préteurs et la confie aux sénateurs, et crée un troisième préteur, dit préteur triomphal. C'est désormais l'accession à la préture qui permet l'inscription au Sénat, et non plus la questure.

### Rôle
Les préteurs sont compétents pour les procès entre privés, avec tirage au sort pour l'attribution des diverses juridictions. Ils établissent les listes de jurés chargés de juger pour leur temps de magistrature, à partir d'une liste générale établie par l'empereur. Quelques charges de préteurs sont plus spécialisées. Entre les règnes d'Auguste et de Claude, deux préteurs sont chargés de la gestion du trésor public (praetores aerarium). Probablement depuis Auguste, un autre préteur, le praetor hastarius, préside la cour des centumvirs, chargés des affaires de successions. Nerva en charge un autre de présider les tribunaux chargés des litiges entre le fisc impérial et les particuliers.
Le rôle juridique des préteurs diminue avec l'abandon progressif des procédures anciennes, et la prépondérance sur celles-ci de la procédure de cognitio impériale. À la fin du IIIe siècle, il ne subsiste que deux préteurs à Rome, le préteur urbain chargé des procès de liberté, relatifs aux affranchissements, et des affaires de successions, et le préteur des tutelles, créé par Marc Aurèle. En dehors de cette activité judiciaire spécialisée et localisée à Rome, la principale activité des préteurs consiste à célébrer des jeux à l'occasion de leur entrée en charge le 1er janvier.
Les compétences juridiques des préteurs sont formalisées par la loi de 359. Le préteur est témoin de l'affranchissement d'un esclave par son maître, et juge en cas de contestation (« procès de liberté »). Il est compétent pour attribuer un tuteur à un enfant mineur, ou nommer un curateur pour un fou ou un prodigue, et officialiser la restitution des biens lorsque la tutelle ou la curatelle prend fin. Sont aussi de sa compétence les formalités d'adoption ou d'émancipation d'un fils, les demandes de jouissance d'un héritage, les conflits de successions, les désaccords entre pupille et tuteur. Ces affaires sont réparties entre les deux préteurs, puis les trois.
Une autre fonction dévolue aux préteurs est l'organisation et la tenue des jeux, à leur entrée en charge au Ier janvier et pendant sept jours. Ces jeux comprennent des représentations au théâtre, des exhibitions de fauves et des chasses à l'amphithéâtre, des courses de chars au cirque,.
Vers 315, Constantin Ier impose de surcroît que chaque préteur dépense une somme minimale en cadeaux distribués à ses amis et aux spectateurs : vêtements de soie, objets en ivoire ou en argent, plats en métal, médaillons, pièces de monnaie, etc. Cette somme doit être déposée à l'avance pour contrôle, à défaut le préteur est condamné à une amende de 50 000 boisseaux de blé, et la dépense est assurée par le fisc, avec obligation de remboursement ultérieur par le préteur défaillant. L'historien Zosime y voit une volonté de ruiner la noblesse, critique qui reflète probablement le mécontentement de l'aristocratie romaine.

### Fin de la préture
La préture de Rome est mentionnée deux fois au milieu du Ve siècle. Elle se maintient sous Odoacre (476-493) et Théodoric (493-526). Elle est signalée pour la dernière fois par Boèce en 523. Elle semble avoir été supprimée peu de temps après la mort de Théodoric.